# Høfeber
|  | For filmen, se Høfeber (film) |
Høfeber (sæsonbetinget allergisk rhinitis) er en betegnelse for en samling sæsonbetingede allergisk rhinitis-symptomer, der typisk hænger sammen med allergi over for pollen eller svampesporer. De hyppigste kilder til høfeber er græspollen, birkepollen og bynkepollen. Høfeber giver typisk tæt næse og kløende hævede øjne i de perioder, hvor det står på.
Betegnelsen høfeber bruges også ind imellem for symptomer på ikke-sæsonbetingede allergier.